# 오필리아 (카바넬)
《오필리아》(Ophelia)는 프랑스 화가 알렉상드르 카바넬이 1883년에 캔버스에 그린 유화이다. 현재는 개인 소장품으로 보관되어 있다.

## 설명
이 그림은 윌리엄 셰익스피어의 희곡 《햄릿》에서 여주인공 오필리아가 광기에 사로잡혀 호수에서 자살을 시도하는 장면을 묘사하고 있다. 《햄릿》의 이 장면은 19세기 낭만주의 화가들에 의해 자주 묘사되었다. 그림 속 오필리아는 눈에 힘이 풀린 채 금발 머리를 뒤로 젖히며 누워있으며, 오른손과 등은 부러진 나뭇가지에 기대어 있고, 왼손은 수양버들 잎을 움켜쥐고 있다. 또한 오필리아는 물에 떠 있는 것처럼 보이는 하늘색 드레스를 입고 있다.
데이지와 앵초 등의 꽃이 고요한 호수 위에 놓여 있는데, 오필리아가 금발 머리에 꽂고 있는 화관에도 같은 꽃이 사용되었다. 이 꽃은 존 에버렛 밀레이가 1852년에 완성한 《오필리아》에도 묘사되었으며, 이 그림은 밀레이의 《오필리아》에 영감을 받은 것으로 보인다. 오필리아의 흰 피부가 숲과 습지의 어둠과 대조를 이루며 돋보이며 오필리아의 죽음과 함께 곧 사라질 그녀의 빛으로 주변을 비추고 있는 듯 하다.